# Championnat d'Islande de football 1975
Navigation
Saison précédente Saison suivante
La saison 1975 du Championnat d'Islande de football était la 64e édition de la première division islandaise. Les 8 clubs jouent les uns contre les autres lors de rencontres disputées en matchs aller et retour.
L'ÍA Akranes conserve son titre, une performance qui n'avait plus été réalisée depuis la saison 1968 quand le Valur Reykjavik avait conservé son titre acquis la saison précédente. C'est le 9e titre de champion d'Islande dans l'histoire du club.
La fédération islandaise décide de passer de 8 à 10 clubs pour la 1. Deild. Ainsi, en fin de saison, un barrage est organisé entre le dernier de 1. Deild et le 2e de 2. Deild. Le vainqueur du barrage joue en 1. Deild, tout comme le champion de 2. Deild qui est promu directement. L'ÍBV Vestmannaeyjar, présent depuis huit saisons parmi l'élite, est relégué en 2. Deild après avoir perdu le match de playoffs face au þrottur Reykjavik, qui accède ainsi à l'élite.

## Les 8 clubs participants
| \| Reykjavik : · Fram - Valur - KR - Vikingur IBV Vestmannaeyjar ÍBK Keflavík ÍA Akranes FH Hafnarfjörður \| Clubs participants |
| Reykjavik : · Fram - Valur - KR - Vikingur IBV Vestmannaeyjar ÍBK Keflavík ÍA Akranes FH Hafnarfjörður                          |

| Club               | Classement 1974 | Stade            | Ville          |
| ------------------ | --------------- | ---------------- | -------------- |
| ÍA Akranes         | 1               | Akranesvöllur    | Akranes        |
| Fram Reykjavik     | 6               | Laugardalsvöllur | Reykjavik      |
| FH Hafnarfjörður   | 2. Deild        | Kaplakrikavöllur | Hafnarfjörður  |
| ÍBK Keflavík       | 2               | Keflavíkurvöllur | Keflavík       |
| KR Reykjavik       | 5               | Laugardalsvöllur | Reykjavik      |
| Valur Reykjavik    | 3               | Laugardalsvöllur | Reykjavik      |
| IBV Vestmannaeyjar | 4               | Hásteinsvöllur   | Vestmannaeyjar |
| Vikingur Reykjavik | 7               | Laugardalsvöllur | Kopavogur      |

## Compétition

### Classement
Le barème de points servant à établir le classement se décompose ainsi :
- Victoire : 2 points
- Match nul : 1 point
- Défaite : 0 point

| Rang | Équipe             | Pts | J  | G | N | P | Bp | Bc | Diff |
| ---- | ------------------ | --- | -- | - | - | - | -- | -- | ---- |
| 1    | ÍA Akranes T       | 19  | 14 | 8 | 3 | 3 | 29 | 14 | +15  |
| 2    | Fram Reykjavik     | 17  | 14 | 8 | 1 | 5 | 20 | 17 | +3   |
| 3    | Valur Reykjavik    | 16  | 14 | 6 | 4 | 4 | 20 | 17 | +3   |
| 4    | Vikingur Reykjavik | 15  | 14 | 6 | 3 | 5 | 17 | 12 | +5   |
| 5    | ÍBK Keflavík C     | 13  | 14 | 4 | 5 | 5 | 13 | 13 | 0    |
| 6    | FH Hafnarfjörður P | 13  | 14 | 4 | 5 | 5 | 11 | 21 | -10  |
| 7    | KR Reykjavik       | 10  | 14 | 3 | 4 | 7 | 13 | 18 | -5   |
| 8    | ÍBV Vestmannaeyjar | 9   | 14 | 2 | 5 | 7 | 11 | 22 | -11  |

|  | Qualifié pour la Coupe d'Europe des clubs champions 1976-1977 |
|  | Qualifié pour la Coupe des Coupes 1976-1977                   |
|  | Qualifié pour la Coupe UEFA 1976-1977                         |
|  | Barrage de promotion-relégation                               |

### Matchs
| Résultats (▼dom., ►ext.)                                   | Fram | Haf | IBV | Kef | KR  | Val | Akr | Vik |
| Fram Reykjavik                                             |      | 2-0 | 1-0 | 1-1 | 2-0 | 2-3 | 3-6 | 1-0 |
| FH Hafnarfjörður                                           | 1-0  |     | 0-0 | 1-1 | 1-0 | 0-3 | 1-0 | 0-2 |
| ÍBV Vestmannaeyjar                                         | 2-0  | 1-1 |     | 0-1 | 1-2 | 1-2 | 3-2 | 0-0 |
| ÍBK Keflavík                                               | 0-1  | 2-2 | 0-0 |     | 1-0 | 0-0 | 1-2 | 0-1 |
| KR Reykjavik                                               | 2-3  | 1-1 | 1-0 | 2-4 |     | 0-0 | 0-1 | 2-0 |
| Valur Reykjavik                                            | 1-3  | 1-2 | 2-2 | 1-2 | 2-2 |     | 1-0 | 1-0 |
| ÍA Akranes                                                 | 1-0  | 7-1 | 4-0 | 1-0 | 0-0 | 2-1 |     | 1-1 |
| Vikingur Reykjavik                                         | 0-1  | 1-0 | 6-1 | 1-0 | 2-1 | 1-2 | 2-2 |     |
| - Victoire à domicile - Match nul - Victoire à l'extérieur |      |     |     |     |     |     |     |     |

#### Barrage promotion-relégation
Le dernier de 1. Deild, l'ÍBV Vestmannaeyjar rencontre sur un match au Laugardalsvöllur le club ayant terminé 2e de 2. Deild, le þrottur Reykjavik. Le þrottur remporte la rencontre 2-0 et est promu en 1. Deild tandis que le club des îles Vestmann est relégué en 2. Deild.
| 2 septembre 1975 | þrottur Reykjavik (D2) | 2 - 0 | ÍBV Vestmannaeyjar (D1) | Laugardalsvöllur, Reykjavik |  |
|                  |                        |       |                         |                             |  |

## Bilan de la saison
| Tableau d'Honneur                 |              |
| Compétition                       | Vainqueur    |
| Championnat d'Islande de football | ÍA Akranes   |
| Coupe d'Islande de football       | ÍBK Keflavík |
| Supercoupe d'Islande de football  | ÍBK Keflavík |

| Qualifications européennes                   |                |
| Coupe d'Europe des clubs champions 1976-1977 | Qualifié       |
| 1er tour                                     | ÍA Akranes     |
| Coupe des Coupes 1976-1977                   | Qualifié       |
| 1er tour                                     | ÍBK Keflavík   |
| Coupe UEFA 1976-1977                         | Qualifié       |
| 1er tour                                     | Fram Reykjavik |

| Promotion et relégation |                                        |
| Relégué en 2. Deild     | ÍBV Vestmannaeyjar                     |
| Promu en 1. Deild       | þrottur Reykjavik Breiðablik Kopavogur |

## Meilleurs buteurs
| # | Buteurs                | Clubs              | Nb de Buts |
| - | ---------------------- | ------------------ | ---------- |
| 1 | Matthías Hallgrímsson  | ÍA Akranes         | 10         |
| 2 | Guðmunður þorbjörnsson | Valur Reykjavik    | 8          |
| 2 | Orn Oskarsson          | ÍBV Vestmannaeyjar | 8          |
| 2 | Marteinn Geirsson      | ÍBV Vestmannaeyjar | 8          |
| 5 | Teítur þórdarson       | ÍA Akranes         | 7          |